# Адлер, Эмануэль
Эмануэ́ль А́длер (нем. Emanuel Adler; 29 сентября 1873, Простеёв[…] — 27 августа 1930, Вена) — австрийский юрист и педагог.
Окончил Венский университет (1896). С 1900 г. преподавал гражданское право в Праге, с 1902 г. в Венском университете, с 1910 г. экстраординарный профессор, с 1918 г. ординарный профессор. В 1918—1921 гг. на государственной службе в патентном ведомстве.
Автор ряда трудов по патентному и трудовому праву, в том числе «Гражданско-правовые аспекты патентного реестра» (нем. Zivilrechtliche Erörterungen zum Patentregister; 1900), «Австрийский закон о производственных советах» (нем. Das österreichische Betriebsrätegesetz; 1922), «Трудовое право во время войны» (нем. Arbeitsrecht im Kriege; 1927) и др.
Сын Адлера Франц Адлер (1908—1983) — американский социолог.